# Françoise Baré
Pour les articles homonymes, voir Baré.
Françoise Baré est une journaliste de la RTBF. Elle est diplômée d'archéologie, d'histoire de l'art et d'histoire des religions. Elle fut chef d'édition des journaux d'information de l'antenne régionale de Charleroi. Elle est bien connue, notamment à Charleroi, pour son franc parler.

## Formation et carrière
Françoise Baré est titulaire d'un diplôme en archéologie et histoire de l'art et d'un master en Histoire des religions de l'ULB.
Entrée comme journaliste à la RTBF en 1991, elle devient journaliste aux infos en 1995. En 2004, elle lance Vivacité Charleroi. Elle a assuré la direction éditoriale au moment « des affaires » à Charleroi, puis elle a rejoint la cellule « Société » à Bruxelles, avant de devenir responsable éditoriale « Culture et Modes de vie »,.

## «Affaires»
Dans le cadre de l'affaire de La Carolorégienne, c'est la rédaction carolorégienne de Vivacité (et plus précisément la journaliste Christine Borowiak) qui révéla l'existence d'un rapport d'audit de la Société wallonne du logement datant de 2002. Rapport qui révèle des malversations au sein de cette société de logement social de Charleroi.
À la suite de cela, Sandra Guily, la journaliste de TéléSambre (chaîne de télévision communautaire) et Françoise Baré subiront de nombreuses pressions de la part de personnalités politiques. Menaces, insultes, vitres de leur voiture brisées, coups de téléphone sur le téléphone portable, les deux femmes ont été malmenées afin de les faire taire. Décidées à ne pas se laisser faire, les deux journalistes ont continué à mener le combat. Elles se feront d'ailleurs traiter de « pétasses » par Jean-Claude Van Cauwenberghe, ancien bourgmestre et président de l'Union socialiste communale (USC) de Charleroi, lors d'une réunion de la Fédération socialiste. Françoise Baré porte cette invective comme « un étendard de la liberté de la presse ». Chaque jour, ces deux femmes auront véritablement résisté aux pressions. 
Françoise Baré est actuellement chef du service Culture de la RTBF.